# Acambay de Ruiz Castañeda
Acambay és un poble al nord-oest de l'estat de Mèxic i capçalera municipal del municipi homónim.
Una de les teories sobre el nom Acambay es basa en documents antics en els quals es menciona que a aquesta zona es deia en llengua otomí es Cambay o Cambaye, el que es pot traduir com "Penyals de Déu" (okha = "Déu", Mbaye = "Penyal").
Hi ha més de 8.000 habitants a Acambay els que parlen alguna llengua indígena, principalment otomí i nàhuatl. El 25% de la població és bilingüe, parlant tant el castellà així com una llengua indígena, el 5% parla una llengua indígena només i la resta, un 70% de la població parla només castellà o espanyol. Sobresurt el poblat de La Soledad, ja que es compte que és un dels poblats primitius del municipi d'Acambay.